# Mévoisins
Mévoisins är en kommun i departementet Eure-et-Loir i regionen Centre-Val de Loire strax norr om centrala Frankrike. Kommunen ligger i kantonen Maintenon, Eure-et-Loir som tillhör arrondissementet Chartres. År 2022 hade Mévoisins 622 invånare.

## Befolkningsutveckling
Antalet invånare i kommunen Mévoisins
Referens:INSEE